# Windmühle Rijn en Lek
Rijn en Lek (dt. Rhein und Lek) ist eine auf dem Leutertor (ndl. Leuterpoort, ehemaliges Stadttor) aufgebaute backsteinerne Galerieturmwindmühle in Wijk bij Duurstede, Provinz Utrecht, Niederlande, aus dem 17. Jahrhundert; sie steht am Übergang des Rheins (Nederrijns) in den Lek.

## Geschichte
1659 wurde sie als Lohmühle auf einem von 1370 stammenden Stadttor errichtet, der so genannten Leuterpforte (Leuterpoort, nach der Bauerschaft De Leuth), dem Nordosttor der Stadt, die sich damals Wÿk te Duerstede schrieb. Dazu musste dessen hohes Oberteil bis auf das Portalhaus (Unterbau bis eine Etage über dem Portal) abgetragen werden. Auch ein Mühlenbauer aus Wijk war am Bau beteiligt. Später (Datum unbekannt) wurde sie zur Kornmühle umgebaut. Mehrere Stürme hat sie zum Teil knapp überstanden und wurde oftmals instand gesetzt und umgebaut (Kappe, Außenhaut). 1924 stand sie zum Verkauf (auch auf Abriss) und gehört seit 1929 der Vereinigung der Holländischen Mühlen (Vereniging De Hollandsche Molen), was sie vor Verfall und Niederlegung bewahrte; sie ist voll windmahlfähig. 1959 und 1978/80 erfolgten umfangreiche Instandsetzungsarbeiten an Flügeln und Galerie sowie die Entfernung des schadhaften Putzes. Seitdem erscheint sie in kräftigem Ziegelrot.
Einige freiwillige Müller lassen die große Windmühle am Wochenende drehen, um Korn zu verschiedenen Mehlstärken mit Windkraft zu vermahlen.

## Beschreibung
Die Mühle Rhein und Lek (ndl. Rijn en Lek) ist eine sehr seltene Windmühlenart, ist sie doch einem alten Stadttor als Unterbau aufgesetzt, was sie heutzutage einmalig macht. Früher standen zwar oft Windmühlen auf den hohen Stadttürmen bzw. -toren, hier aber ist die alte Torbasis mit aufgesetzter Windmühle ähnlich der ehemaligen Pantaleonsmühle auf dem früheren Bachtor oder der Kartäusermühle auf der Ulrepforte in Köln zu einem einheitlichen Bau verschmolzen. Dazu wurde von der früheren Leuterpforte aus dem 14. Jahrhundert der hohe Oberbau abgetragen, und auf das verbliebene kubische Portalhaus eine runde Steingaleriewindmühle errichtet. Konische Steinmühlen mit Steertnachführung waren im 14. Jahrhundert sehr selten, sie dürfte eine der ersten sein. Damals gab es viele zylindrische steinerne Turmwindmühlen mit Krühwerk in der Kappe, vier davon stehen heute noch. Rijn en Lek ist ein Beispiel für den Übergang von den schweren zylindrischen Windmühlen – nur diese werden in den Niederlanden Turmmühlen (torenmolens) genannt – zu leichteren, meist konisch gebauten Steinmühlen. Die Steingaleriewindmühle (Galerieturmwindmühle) Rhein und Lek, in den Niederlanden ronde stenen stellingmolen / bovenkruier (Obenkrüher/-dreher) genannt, ist eine typische niederländische Stadtmühle mit mittelhohem Mühlenturm (≈ 21 m). Sie ist aus Ziegeln erbaut, war über lange Jahre grau verputzt, die Galerie befindet sich in ≈10 Meter, der First der reetgedeckten, bootsförmigen Kappe bei etwa 21 Metern Höhe. Sie läuft auf einem 36-Rollen-Eisenddrehkranz. Die Flucht (Durchmesser) des Flügelkreuzes beträgt 24 Meter. Unter dem Wellkopf nennt das Schmuckbrett die Jahreszahlen 1659 und 1997, darunter den Namen Rijn en Lek. Der ins Mauerwerk eingelassene Giebelstein (ndl. gevelsteen) berichtet von der Übernahme durch die „Vereinigung der Holländischen Mühlen“ 1929.
Sie verfügt über vier/fünf Böden: Kornboden (Mahlboden, noch im Torunterbau), Steinboden und Hebeboden (zwei Aufzüge, früher per Gaffelrad und Endloskette bedienbar) mit Kappenboden – (ndl. zolders: graanzolder (maalzolder), steenzolder, luizolder met capzolder) und zwei Mahlgängen. Gedreht (gekrüht) wird die Windmühle, wie in den Niederlanden fast ausschließlich üblich, von außen (ndl. buitenkruier) über Steert mit Haspel, zwei Schorenpaare sowie die durch die Kappe laufenden Spreetbalken von der Galerie aus. Neben den beiden Mahlgängen verfügt sie über einen Sichter (ndl. klopbuil) für diverse Mehlkorngrade.
Ihren Namen bekam sie von ihrem Standort nahe der Stelle, an der der Rhein in den Lek übergeht. Sie ist ein Wahrzeichen von Wijk bij Duurstede und wurde aus unbekannten Gründen lange Zeit mit der berühmten Mühle auf dem Gemälde von Jacob van Ruisdael verwechselt. Jene war eine zylindrische steinerne Galeriewindmühle aus der Zeit vor 1555 mit Steertnachführung – keine große Ähnlichkeit allein wegen des Torunterbaus der Rhein und Lek. Bis zu deren Abriss 1817 stand die Mühle von Wijk bij Duurstede, möglicherweise ein umgebauter alter Stadtmauerturm, etwa 200 Meter nordnordwestlich der Mühle Rhein und Lek. Ihr Sockel existiert noch heute.

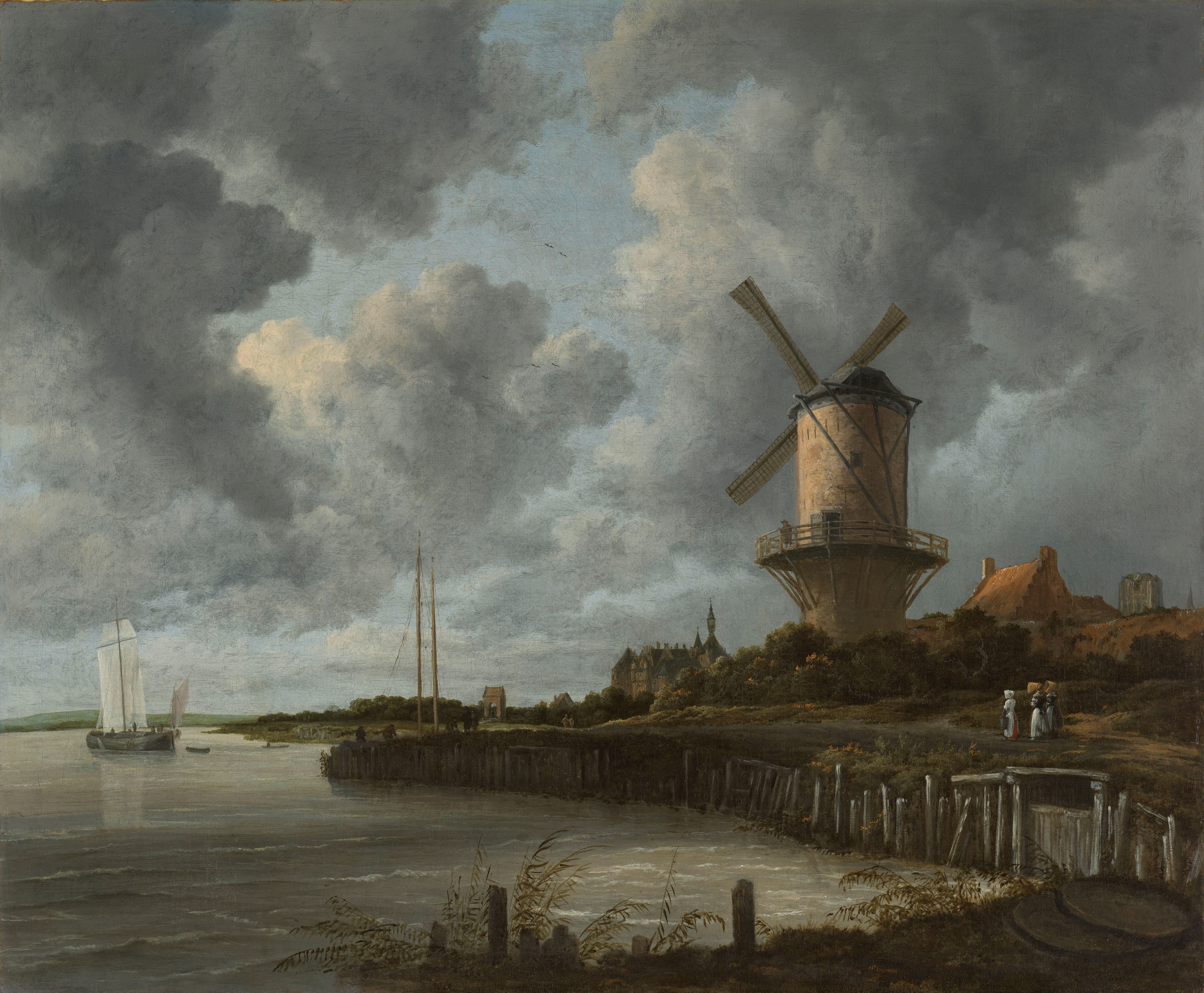
Die berühmte Mühle zu Wijk bij Duurstede von Jacob van Ruisdael; Rijn en Lek stünde Mitte rechter Bildrand

### Mühlendaten
- Kappenhöhe: 21 m (72 ft)
- Gesamthöhe: 31 m (101 ft)
- Galeriehöhe: 9,5 m (31,17 ft)
- Spannweite der Mühlenflügel (Durchmesser/Flucht): 24,4 m (80,06 ft)
- Kammraddurchmesser: 3,28 m (10 3⁄4 ft)
- Basisaußenweite: 10 m (32,8 ft)
- Mahlgänge: 2
- Böden: 5 mit Kappenboden